# Return of the Read Menace
Return of the Read Menace is een compilatiealbum dat is uitgegeven door diverse platenlabels, waaronder G7 Welcoming Committee Records en Honest Don's Records (onder het sublabel Honest Don's Hardly Used Recordings). Het album bevat voornamelijk anarcho-punk nummers en nummers van artiesten en bands met een radicaal linkse mening. De opbrengsten van het album werden gedoneerd aan AK Press, een anarchistische uitgeverij.

## Nummers
1. "My Own World" - Screeching Weasel
2. "Tightrope" - J Church
3. "Hybrid Moments" (cover van The Misfits) - No Use for a Name
4. "Microwaved (Live Remix)" - Pitchshifter
5. "Direction Sensor" - Quixote
6. "Niemand Beisst Die Hand Die Einen Füttert" - ...But Alive
7. "Pauline" - The 'Tone
8. "Permanent Free Zone" - Robb Johnson
9. "Small Victories" - Ron Hawkins
10. "Hard Times" (cover van Cro Mags) - Propagandhi
11. "Me and the Boys" - Randy
12. "You Wanna Play Cards" - Endeavor
13. "Leo Lachance" - Rhythm Activism
14. "Misbehave" - Chumbawamba
15. "Ringing of Revolution" (cover van Phil Ochs) - The Weakerthans
16. "History of the Soviet Union Part One (Karaoke Mix)" - Wat Tyler
17. "Springtime" - Hot Water Music
18. "Suspicious Minds" - Avail
19. "Son of Baker" - Levellers
20. "Hats off to Halford" - Atom and His Package
21. "Trouble in the Sky" - Discount
22. "Purchasing Power of the Paranoid and Hopeless" - Submission Hold
23. "Degeneration" - Moral Crux
24. "Hell and Back" - D.O.A.
25. "Girlfriend" - Cooper